# IC 2857
IC 2857 ist eine spiralförmige Radiogalaxie vom Hubble-Typ Sc im Sternbild Löwe an der Ekliptik. Sie ist schätzungsweise 278 Millionen Lichtjahre von der Milchstraße entfernt und hat einen Durchmesser von etwa 150.000 Lichtjahren.

Im selben Himmelsareal befinden sich u. a. die Galaxien IC 696, IC 2850, IC 2853, IC 2867.
Das Objekt wurde am 27. März 1906 vom deutschen Astronomen Max Wolf entdeckt.